# Elizabeth Smart (activista)
Elizabeth Ann Smart-Gilmour (3 de noviembre de 1987) es una activista de seguridad infantil estadounidense y colaboradora de ABC News. En 2002, cuando tenía 14 años, fue secuestrada de su casa en Salt Lake City. Su secuestrador, Brian David Mitchell, y su esposa Wanda mantuvieron cautiva a Smart durante nueve meses antes de ser rescatada por las autoridades.
Después de su secuestro, Elizabeth Smart comenzó a trabajar como activista y defensora de personas desaparecidas. Su vida y secuestro han sido el tema de numerosos libros y películas de no ficción.

## Primeros años
Elizabeth Smart nació el 3 de noviembre de 1987 en Salt Lake City, Utah, sus padres eran Edward "Ed" y Lois Smart. Fue criada en una familia miembro de la Iglesia de Jesucristo de los Santos de los Últimos Días, es la segunda de sus seis hijos, con cuatro hermanos y una hermana. Smart asistió a la Bryant Middle School en Salt Lake City, y más tarde, a la Universidad Brigham Young, donde obtuvo su licenciatura en Música en la especialidad de arpa.

## Secuestro y rescate
En la madrugada del 5 de junio de 2002, Smart fue secuestrada a punta de cuchillo cuando se encontraba en su habitación, en la casa donde residía con su familia en Salt Lake City, Utah. El 12 de marzo de 2003, nueve meses más tarde, fue rescatada por agentes de policía, en una calle pública de Sandy, Utah, a 29 km de su casa, gracias a la ayuda y colaboración ciudadana a raíz de un episodio de America's Most Wanted. Había estado secuestrada por Brian David Mitchell y Wanda Ileen Barzee. Su secuestro y rescate fueron ampliamente mediatizados y además se convirtieron en el tema para varios libros de no ficción y un telefilm, titulado The Elizabeth Smart Story.
El 1 de octubre de 2009, Elizabeth Smart testificó que fue violada a diario, atada y amenazada de muerte si intentaba escapar.
El 16 de noviembre de 2009, Barzee acordó declararse culpable de ayudar en el secuestro de Elizabeth Smart, como parte de un acuerdo con los fiscales. El 19 de mayo de 2010, Barzee fue sentenciada a 15 años en una prisión federal. Como parte del acuerdo de declaración de culpabilidad entre la defensa y los fiscales federales, el juez federal Dale A. Kimball le otorgó a Barzee la libertad, por los siete años que ya había cumplido.
El 1 de marzo de 2010, Mitchell fue declarado competente por el juez Kimball para ser juzgado en una corte federal por los cargos de secuestro y agresión sexual; su juicio comenzó el 8 de noviembre de 2010, y un mes más tarde el jurado encontró culpable a Mitchell en ambos casos. El 25 de mayo de 2011, Mitchell fue sentenciado a dos cadenas perpetuas en una prisión federal.

## Activismo y periodismo

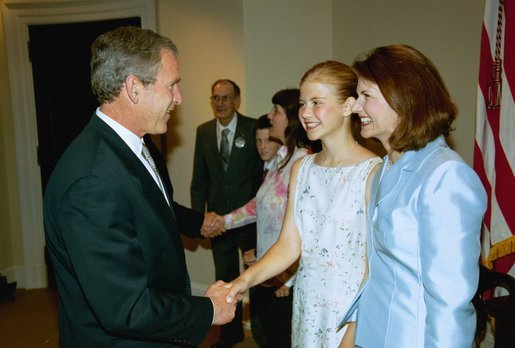
Elizabeth Smart (centro) y su madre Lois con el Presidente George W. Bush en la Sala Roosevelt en la firma de la Ley PROTECT de 2003.

El 8 de marzo de 2006, Elizabeth Smart se presentó ante el Congreso de los Estados Unidos para apoyar la legislación sobre depredadores sexuales y el sistema Alerta AMBER, y el 26 de julio de 2006, habló después de la firma de la Ley Adam Walsh. En mayo de 2008, viajó a Washington D. C., donde colaboró en la presentación del libro, You're Not Alone (No estás solo), publicado por el Departamento de Justicia de los Estados Unidos, el cual tiene capítulos escritos por ella y por otras cuatro personas que fueron secuestradas y liberadas. En 2009, Elizabeth Smart habló sobre el secuestro de Jaycee Lee Dugard, enfatizando que vivir en el pasado es improductivo. El 27 de octubre de 2009, Elizabeth Smart habló sobra la superación de los obstáculos en la vida durante la Conferencia de Mujeres que tuvo lugar en California organizada por Maria Shriver.
En 2011, Smart fundó la Elizabeth Smart Foundation, que tiene como objetivo apoyar la campaña "Crímenes en Internet contra los niños". Dentro de su línea de trabajo busca educar a los niños sobre delitos violentos y sexuales. La fundación está en proceso de fusionarse con "Operation Underground Railroad" para combinar esfuerzos en la lucha contra la trata de personas.
En marzo de 2011, cinco mujeres, entre las que se encontraba Elizabeth Smart, recibieron el Premio Diane von Furstenberg.
El 7 de julio de 2011, se anunció que sería comentarista de ABC News, enfocándose principalmente en la noticias relacionadas con personas desaparecidas.
En julio de 2012, Elizabeth Smart fue honrada por la fraternidad "Theta Phi Alpha" con el premio Siena Medal. La medalla es el mayor honor que la organización confiere a un no miembro y lleva el nombre de su patrona, Santa Catalina de Siena.
El 1 de mayo de 2013, durante una conferencia sobre trata de personas en la Universidad Johns Hopkins, Elizabeth Smart discutió la necesidad de enfatizar la autoestima individual en la lucha contra la trata de personas y la importancia de disipar los mitos culturales que rodean la pérdida de valor de las chicas al primer contacto sexual. Tras haber sido violada por su captor, recordó el impacto destructivo de la exposición a programas de educación sexual en los que se compara a una chica sexualmente activa con un chicle ya usado. "Pensé: 'Dios mío, soy ese chicle usado, nadie vuelve a masticar un chicle usado, lo tiras'. Y así de fácil es sentir que ya no tienes valor, que no sirves. ¿Por qué valdría la pena luchar? ¿Por qué sería necesario que se efectuara el rescate? Si tu vida ya no tiene valor". Elizabeth Smart pasó a pedir a los oyentes que eduquen a los niños en la autoestima y en cómo evitar convertirse en víctimas.
En febrero de 2014, Elizabeth Smart testificó ante la Cámara de Representantes del Estado de Utah a favor de HB 286, un proyecto de ley que crearía un plan de estudios opcional para su uso en las escuelas de Utah y así proporcionar capacitación sobre la prevención del abuso sexual infantil.
A principios de 2015, Elizabeth Smart apareció en un vídeo producido por Faith Counts en el que explica cómo su creencia religiosa la sostuvo a través de su terrible experiencia, ayudándola a recuperarse y curar sus heridas interiores.

## Vida adulta
El 11 de noviembre de 2009, Elizabeth Smart dejó Salt Lake City para servir en una misión religiosa en París. Regresó temporalmente en noviembre de 2010 para testificar en el juicio federal de Brian David Mitchell. Una vez que su labor en el juicio finalizó, volvió a Francia para terminar su misión y regresó a su hogar en Utah a principios de 2011.
Durante su estancia en París conoció a Matthew Gilmour, natural de Escocia, el cual también era misionero mormón. En enero de 2012, después de un noviazgo de un año, se comprometieron. Se casaron el 18 de febrero de 2012 en una ceremonia privada en el Templo de Laiei en Hawái.
En febrero de 2015, nació su primer hijo, una niña. En abril de 2017 tuvo a su segundo hijo, un varón.

## Medios de comunicación
En octubre de 2013, fue publicado el libro "My Story", una memoria de la experiencia de Elizabeth Smart" escrito con la ayuda de Chris Stewart, fue publicado por St. Martin's Press. El libro detalla el secuestro de Elizabeth Smart y como se formó la Fundación de Elizabeth Smart, que trabaja para promover la conciencia sobre el secuestro.
Elizabeth Smart ha actuado como arpista en la televisión nacional de los Estados Unidos.
El tío de Elizabeth Smart, Tom Smart, y el autor Lee Benson escribieron un libro sobre la búsqueda de Elizabeth Smart: "In Plain Sight: The Startling Truth Behind Elizabeth Smart Investigation". Su padre escribió otro libro sobre su secuestro: "Bringing Elizabeth Home". En 2003 se rodó una película de televisión, The Elizabeth Smart Story, basada en el libro del padre de Elizabeth Smart.

### Citas
1. ↑  «Elizabeth Smart Fast Facts». CNN. 31 de octubre de 2017. Consultado el 18 de noviembre de 2017.
2. ↑  Smolowe, Jill (16 de junio de 2011). «Elizabeth: 'I Forgive Him'». People 75 (22). Consultado el 10 de octubre de 2017.
3. ↑  «Elizabeth Smart says she was raped daily». The Daily Herald. 2009. Archivado desde el original el 4 de octubre de 2009. Consultado el 7 de octubre de 2009.
4. ↑  «Elizabeth Smart Tells Kidnapper She'll Live a Good Life Moments Before He Gets a Life Sentence». FoxNews.com. 25 de mayo de 2011. Consultado el 26 de mayo de 2011.
5. ↑  «You're Not Alone: The Journey From Abduction to Empowerment». Office of Juvenile Justice and Delinquency Prevention. Consultado el 12 de septiembre de 2017.
6. ↑  «Elizabeth Smart hopes to aid victims». CNN. Consultado el 20 de mayo de 2008.
7. ↑  Reavy, Pat (20 de mayo de 2008). «Elizabeth Smart: Ready for college and moving on after kidnapping». Deseret News. Archivado desde el original el 21 de mayo de 2008. Consultado el 20 de mayo de 2008.
8. ↑  Moss, Hilary (12 de marzo de 2011). «Hillary Clinton, Elizabeth Smart Honored By Diane Von Furstenberg». Huffington Post. Consultado el 14 de marzo de 2011.
9. ↑  Dobner, Jennifer (7 de julio de 2011). «Elizabeth Smart to work as ABC commentator». The San Diego Union-Tribune. Associated Press. Consultado el 13 de septiembre de 2017.
10. ↑  Collins, Lois M. (7 de julio de 2011). «Elizabeth Smart to join ABC for missing-persons insight». Deseret News. Consultado el 13 de septiembre de 2017.
11. ↑  «Video: Elizabeth Smart speaks at Johns Hopkins University». Consultado el 9 de mayo de 2013.
12. ↑  «Jay Evenson, ''Deseret News'' article analysising what Smart said». Perspectivesonthenews.blogs.deseretnews.com. 7 de mayo de 2013. Archivado desde el original el 29 de septiembre de 2013. Consultado el 9 de octubre de 2013.
13. ↑  Reavy, Pat (17 de septiembre de 2009). «Elizabeth Smart could testify before leaving for LDS mission». Archivado desde el original el 22 de septiembre de 2009. Consultado el 18 de septiembre de 2009.
14. ↑  McEntee, Peg (19 de noviembre de 2009). «For Dorotha Smart, it is time to move on». Archivado desde el original el 26 de noviembre de 2009. Consultado el 9 de diciembre de 2009.
15. ↑  Pat Reavy (19 de mayo de 2011). «''Deseret News'', May 18, 2011». Deseretnews.com. Consultado el 9 de octubre de 2013. |autor= y |apellido= redundantes (ayuda)
16. ↑  «Former Utah kidnapping victim Elizabeth Smart gets engaged». MSNBC. 20 de enero de 2012. Archivado desde el original el 22 de enero de 2012. Consultado el 20 de enero de 2012.
17. ↑  «Elizabeth Smart Gets Married». People. 18 de febrero de 2012. Consultado el 18 de febrero de 2012.
18. ↑  «Elizabeth Smart marries boyfriend in private, spur of the moment Hawaiian ceremony». NewsCore. 19 de febrero de 2012. Consultado el 19 de febrero de 2012.
19. ↑  Lee, Jasen (18 de febrero de 2012). «Elizabeth Smart marries in Hawaiian Mormon temple». Deseret News. Consultado el 22 de febrero de 2012.
20. ↑  «Former kidnap victim Elizabeth Smart marries in Hawaii». 19 de febrero de 2012. Archivado desde el original el 19 de febrero de 2012. Consultado el 19 de febrero de 2012.
21. ↑  Eaton, Nate (18 de mayo de 2015). «ED SMART’S BIG SCREEN MISSION TO STOP CHILD SEX TRAFFICKING». Consultado el 21 de agosto de 2016.
22. ↑  «Kidnap Survivor Elizabeth Smart Shares First Photo of Her New Baby Boy on Easter Sunday». people.com. 16 de abril de 2017.
23. ↑  «Elizabeth Smart shares first photo of adorable baby boy on Easter». deseretnews.com. 17 de abril de 2017.
24. ↑  «Elizabeth Smart Memoir of Her Captivity Is Acquired by St. Martin's». 20 de noviembre de 2012. Consultado el 9 de agosto de 2016.
25. ↑  The Associated Press (23 de noviembre de 2012). «"Congressman-elect writing Elizabeth Smart's memoir" in ''Deseret News'' Nov. 23, 2012». Deseretnews.com. Consultado el 9 de octubre de 2013. |autor= y |apellido= redundantes (ayuda)
26. ↑  Foy, Paul (7 de mayo de 2013). «"Elizabeth Smart details experience in Memoir", ''Deseret News'', October 7, 2013». Deseretnews.com. Consultado el 9 de octubre de 2013.
27. ↑  «Elizabeth Plays The Harp». 5 de octubre de 2013. Consultado el 12 de septiembre de 2017.